# کالمیا
کالمیا (به لاتین: Kalemie) یک شهر در جمهوری دموکراتیک کنگو است که در Tanganyika Province واقع شده‌است. کالمیا ۱۴۶٬۹۷۴ نفر جمعیت دارد.